# Црква Светих апостола Петра и Павла у Грошници
Црква Светих апостола Петра и Павла у Грошници, насељеном месту на територији града Крагујевца, припада Епархији шумадијској Српске православне цркве. Представља непокретно културно добро као споменик културе, одлуком Владе Републике Србије бр. 633-16771/2002, од 13. децембра 2002. године, Службени гласник РС бр. 88 од 23. децембра 2002. године.
Црква посвећена Светим апостолима Петру и Павлу саграђена је 1857. године. Подигнута је у самом центру села за време друге владавине Милоша Обреновића, у време кад је романтичарски дух, у културном и уметничком животу Србије достигао свој зенит.
Базиликалне је основе, са октогоналном куполом изнад централног дела. На западној страни је витки, барокни звоник, а на источном делу је полукружна, олтарска апсида. Засведена је полуобличастим сводом. Фасаде су израђене од камена пешчара, украшене хоризонталним и вертикалним фугама, а испод профилисаног кровног венца низом слепих аркада на конзолама. Лучни прозори и декоративно обрађен портал, складно су укомпоновани у општу слику архитектуре храма.
Ентеријер је доста скромно обрађен, без живописа или било каквог другог украса. Иконостас потиче из 20. века, тачније из 1959. године, а рад је Нестора дуборесца, мајстора охридско-дебарске школе, док је иконе радио Адонис Стергиу 1990. године. У цркви се налазе мермерне спомен плоче са уклесаним именима житеља Грошнице и околних села, погинулим у периоду од 1912. до 1918. године.

## Изглед
Црква Светог Петра и Павла у Грошници изграђена је 1857. године на месту храма из 1836. године. Настала је за време друге владавине Милоша Обреновића. Тада је романтичарски дух био изражено присутан у културном и уметничком животу Србије. Јачање веза између Србије и запада довело је до присуства елемената европског барока са елементима класицизма. У време када је настала, црква је представљала укључивање Крагујевца у европске токове и стилове градње.
У основи је базилика, са октогоналном куполом изнад централног дела. На западној страни је витки, барокни звоник, а на источном делу је полукружна, олтарска апсида. Засведена је полуобличастим сводом. Фасаде су израђене од камена, пешчара, украшене хоризонталним и вертикалним фугама, а испод профилисаног кровног венца низом слепих аркада на конзолама. Ове аркаде биле су класични српски украси. Лучни прозори и декоративно обрађен портал, складно су укомпоновани у општу слику архитектуре храма.
Унутрашњост цркве је без живописа или било каквог другог украса. Иконостас је рад Нестроа дуборесца и потиче из XX века, тачније из 1959. године. Иконе је радио Адонис Стергиу 1990. године. У припрати и на северном зиду наоса уграђено је 11 мермерних спомен плоча са уклесаним именима житеља Грошнице и околних села, погинулих у ратовима од 1912. до 1918. године.

## Заштита
Црква светог Петра и Павла у Грошници, утврђена је за културно добро-споменик културе Одлуком Владе Републике Србије бр. 633-16771/2002, од 13. 12. 2002. године (Сл. Гл. РС бр. 88 од 23. 12. 2002. године).